# Chocolat de couverture
Pour les articles homonymes, voir couverture.

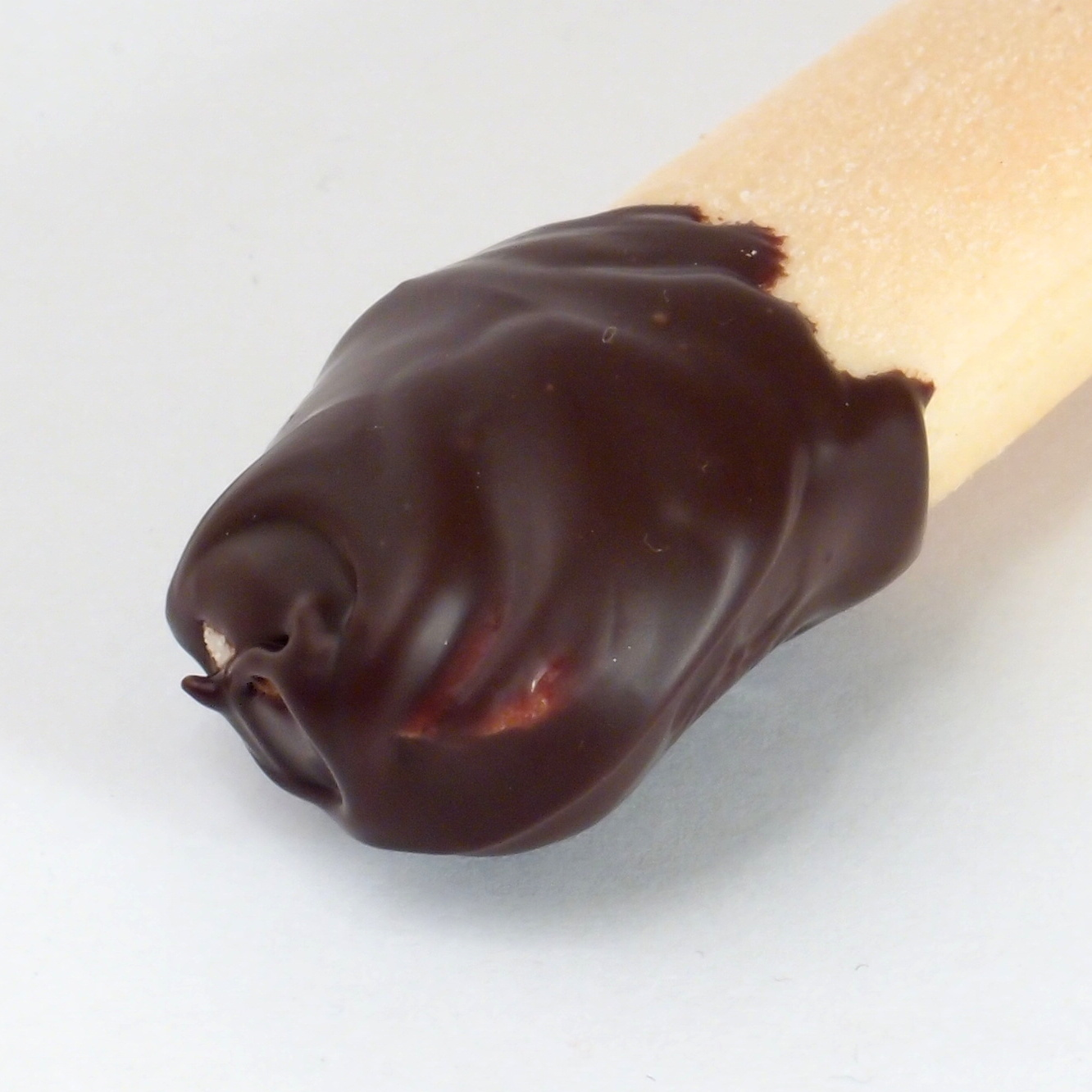
Échantillon de chocolat de couverture.

Le chocolat de couverture est un chocolat fabriqué à partir de cacao, beurre de cacao, sucre et éventuellement de lait en poudre.

## Fabrication
Le chocolat de couverture est un chocolat utilisé par les chocolatiers et pâtissiers comme matière première. Il peut être noir ou au lait, mais il contient au moins 31 % de beurre de cacao, ce qui le rend très fluide pour réaliser un enrobage plus fin qu'un enrobage classique.
Le fabricant de couverture de chocolat est appelé un couverturier, à distinguer d'un chocolatier.

## Additifs
La plupart des couverturiers ajoutent de la lécithine de soja à vocation de stabilisant, certains ajoutent un arôme (souvent de la vanilline).

La législation européenne autorise depuis août 2003 d'ajouter 5 % de matière grasse végétale autre que le beurre de cacao, sauf si l'appellation « pur beurre de cacao » est spécifiée.

## Sources
- Directive 2000/36/CE du parlement européen et du conseil du 23 juin 2000 relative aux produits de cacao et de chocolat destinés à l'alimentation humaine : http://eur-lex.europa.eu/legal-content/FR/TXT/?uri=CELEX:32000L0036